# Mellicta phaisana
Mellicta phaisana är en fjärilsart som beskrevs av Hans Fruhstorfer 1917. Mellicta phaisana ingår i släktet Mellicta och familjen praktfjärilar. Inga underarter finns listade i Catalogue of Life.